# Чалфа, Мариан
Мариан Чалфа (словац. Marián Čalfa, 7 мая 1946 года, Требишов) — чехословацкий политик и государственный деятель, последний премьер-министр ЧССР и первый глава правительства ЧСФР с декабря 1989 по июль 1992. Сыграл видную роль в Бархатной революции и послереволюционных реформах. В независимой Чехии занимается частной юриспруденцией.

## Образование и работа
Родился в семье словацкого железнодорожника. Окончил юридический факультет Карлова университета. В 1975 получил учёную степень доктора юридических наук.
В 1970—1972 работал в Чехословацком агентстве новостей (ČTK) — государственном информационном органе. С 1964 Мариан Чалфа состоял в правящей Коммунистической партии Чехословакии (КПЧ).

## В аппарате правительства
В 1972 Мариан Чалфа поступил на службу законодательный отдел аппарата правительства ЧССР. В 1987 был назначен заместителем руководителя канцелярии премьер-министра ЧССР Любомира Штроугала. В этом качестве занимался подготовкой нового закона о печати.
Мариан Чалфа придерживался политической линии премьера Штроугала, в которой просматривалась ориентация на курс типа горбачёвской Перестройки в СССР. В качестве руководителя одной из экспертных групп ЦК КПЧ по подготовке проекта новой конституции он предлагал внести положение о праве на эмиграцию и даже формально изъять из Основного закона тезис о руководящей роли КПЧ. Эти предложения были отклонены руководством.
В то же время Чалфа как чиновник проявлял большую гибкость, умело маневрировал, регулярно демонстрировал полную лояльность консервативному руководству и политике «нормализации». В октябре 1988 правительство Любомира Штроугала ушло в отставку, новым премьер-министром стал Ладислав Адамец. Однако Мариан Чалфа сохранил должность в аппарате правительства. Вместе с консерваторами-неосталинистами Милошем Якешем и Алоисом Индрой организовал летом 1989 конференцию «Социалистическая законность», на которой отрабатывались методики госбезопасности.

## Ставка на революцию
17 ноября 1989 в Чехословакии началась Бархатная революция. Массовые протестные демонстрации требовали отстранения от власти КПЧ. 24 ноября ушёл в отставку консервативный генеральный секретарь ЦК КПЧ Милош Якеш. Власти вынуждены были согласиться на переговоры с лидерами протестующих.
Партийно-правительственную делегацию на Круглом столе возглавлял премьер Адамец. Реально основную роль в переговорах с оппозиционным Гражданским форумом играл Мариан Чалфа, 3 декабря назначенный первым вице-премьером. Чалфа однозначно сделал ставку на победу революции — и собственное сохранение в политике в новом качестве революционного деятеля. План транзита власти, смены режима и системы был выработан при его активном участии.
Мариан Чалфа предложил конфиденциальную встречу лидеру Гражданского форума известному диссиденту Вацлаву Гавелу. Сначала Гавел отказывался от закулисных контактов с представителем КПЧ, но его убедили в целесообразности такого шага. На встрече Чалфа признал «конец коммунизма» и предложил Гавелу конкретное содействие в избрании президентом (хотя на прямых выборах преимущественные шансы имел Александр Дубчек).

На возражения Гавела, будто коммунистический парламент никогда за него не проголосует, Чалфа прагматично ответил, что в этом составе парламент привык голосовать за что угодно.

10 декабря 1989 президент ЧССР Густав Гусак поручил Мариану Чалфе сформировать новое правительство. В тот же день консерватор Гусак подал в отставку. Премьер-министр Чалфа совмещал пост с руководством МВД и по должности стал исполняющим обязанности президента.
29 декабря 1989 Мариан Чалфа сыграл ключевую роль в избрании Вацлава Гавела президентом Чехословакии. Отлично зная парламентскую процедуру, будучи лично знакомым со многими депутатами-коммунистами, владея приёмами давления и манипуляций, Чалфа организовал единогласное утверждение Гавела парламентским голосованием (чего не мог бы сделать никто в Гражданском форуме). Это решение было принято на основе договорённости, посредником при которой также выступил Чалфа: депутаты от КПЧ голосуют за Гавела — Гражданский форум признаёт КПЧ политической силой в новой Чехословакии и не ставит вопрос о её ликвидации. Таким образом, Чалфа в значительной степени определил характер будущей политической системы Чехии.
Приход диссидента Гавела на пост главы государства совершился при активном содействии премьера-коммуниста. Со своей стороны, Вацлав Гавел оставил Мариана Чалфу в должности главы первого за четыре десятилетия некоммунистического правительства Чехословакии. Это соответствовало соглашению, по которому президентом Чехословакии становился чех из демократической оппозиции, премьером — словак из КПЧ. Кабинет Чалфы получил наименование правительство национального согласия.

## Премьер-министр
18 января 1990 Мариан Чалфа вышел из КПЧ и вступил в движение «Общественность против насилия» — словацкий аналог Гражданского форума. После её роспуска в апреле 1991 он вступил в либерально ориентированный Гражданский демократический союз, просуществовавший немногим более года. С 1992 Чалфа беспартийный.
Во главе правительства национального согласия Мариан Чалфа сыграл большую роль в проведении структурных реформ. Опытный функционер Чалфа не раз давал президенту Гавелу деловые рекомендации по управленческим решениям (за эту роль Чалфа получил прозвище «гавеловский коммунист»). При его премьерстве в Чехословакии утвердилась система парламентской демократии, были гарантированы гражданские и политические свободы, предпринята попытка федерализации — преобразование ЧССР в ЧСФР. Чалфа проявил себя как убеждённый сторонник рыночной экономики, в чём пользовался полной поддержкой главного стратега чешской реформы Вацлава Клауса, в то время министра финансов.

Долгосрочной экономической целью правительства национального согласия является подготовка перехода к рыночной экономике, потому что только та способна создавать рациональное народное хозяйство, повысить жизненный уровень народа и разумно использовать природные ресурсы. Мы не можем позволить себе экспериментировать с какой-то до сих пор никем не проверенной экономической моделью, основанной на комбинации принципов, сама совместимость которых нигде не была доказана. Рыночную экономику мы должны принимать со всеми ее достоинствами и недостатками.

Мариан Чалфа

На позицию Мариана Чалфы в ссылался в подтверждение собственных взглядов радикально-либеральный российский публицист Василий Селюнин. Подход Чалфы он одобрительно называл «мужским разговором» — в противовес половинчатым рассуждениям о «рыночном социализме».
С другой стороны, высокое политическое послереволюционное положение недавнего коммунистического чиновника Чалфы давало повод говорить о незавершённости революции и даже её «похищении». Президент Гавел заявлял, что премьер Чалфа является символом «преемства в законности». С точки зрения радикальных антикоммунистов, Чалфа олицетворял совсем другую преемственность — власти номенклатуры КПЧ в изменённом варианте.

## Бизнесмен-юрист
Гражданский демократический союз, в котором состоял Мариан Чалфа, потерпел неудачу на парламентских выборах в июне 1992 (в Чехии победу одержала Гражданская демократическая партия Вацлава Клауса, в Словакии — Движение за демократическую Словакию Владимира Мечьяра). 2 июля 1992 Чалфа оставил пост премьер-министра ЧСФР. После Бархатного развода словак Чалфа остался в независимой Чехии.
Отойдя от активной политики, Мариан Чалфа занялся бизнесом в сфере юриспруденции. Занимался собственной адвокатской практикой. Учредил в Праге юридическую фирму чеш. Čalfa, Bartošík a Partneři. Состоит в наблюдательных советах нескольких крупных банков и консалтинговых фирм, занимает пост заместителя председателя правления в энергетической компании Pražská energetika.

В частной сфере Чалфа также оказался в нужное время в нужном месте.

В 1994 президент Чехии Вацлав Гавел назначил Мариана Чалфу своим советником. До конца жизни Гавел сохранял дружеские отношения с Чалфой. Политически Мариан Чалфа позиционируется как независимый либерал.
Мариан Чалфа женат, имеет двух дочерей.